# Henning Krumrey

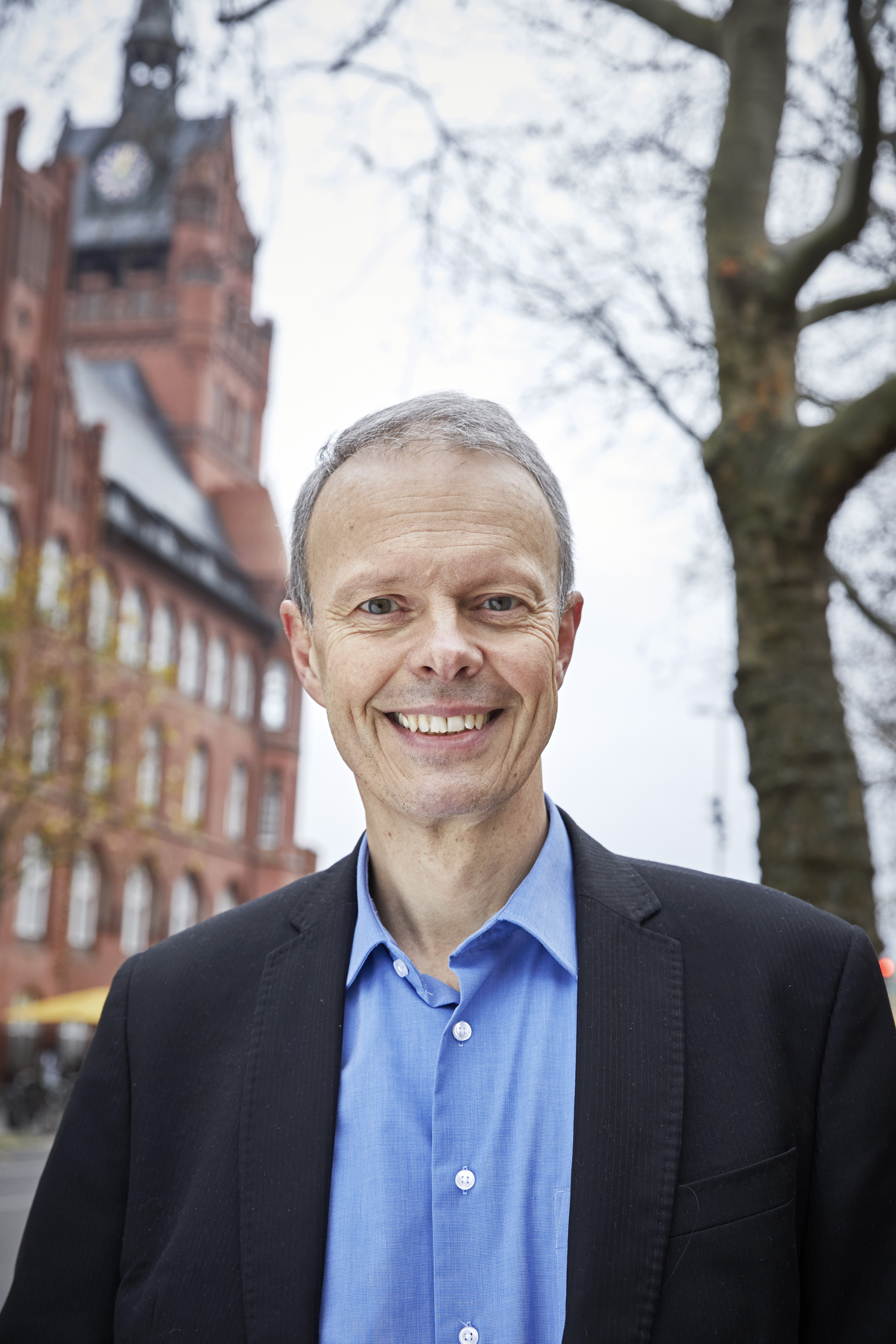
Henning Krumrey im Dezember 2020

Henning Krumrey (* 6. April 1962 in Berlin) ist ein deutscher Journalist und FDP-Politiker.

## Leben
Krumrey studierte Volkswirtschaftslehre und Politikwissenschaft in Berlin und Köln und absolvierte die Kölner Journalistenschule. Er war von 1988 bis 1992 Korrespondent im Bundestag für die Wirtschaftswoche. Ab 1992 arbeitete er als Bundestagskorrespondent beim Focus. 1997 wurde er Leiter der Parlamentsredaktion beim Focus. Krumrey war mehrmals Gast in der Sendung Presseclub und wurde dadurch einem breiten Publikum bekannt.
Ende 2009 wurde er zum Vorsitzenden der Kölner Journalistenschule gewählt.
Von 2009 bis 2015 war Krumrey stellvertretender Chefredakteur der Wirtschaftswoche und hat die Verlagsgruppe Handelsblatt Ende 2015 verlassen.
Von Januar 2016 bis Juni 2022 war Krumrey Leiter der Abteilung Corporate Communication (Politik, Kommunikation, Corporate Marketing/Sponsoring und Investor Relations) der ALBA Group. Er hat im Zuge der Aufteilung der ALBA Group zwischen den beiden Eigentümern Schweitzer das Unternehmen verlassen.
Krumrey schrieb als (Co-)Autor die Bücher Kinder – ein Luxus? (1995) und Aufschwung Ost (1992). Er ist verheiratet und hat 3 Kinder.
Zur Bundestagswahl 2021 kandidierte Krumrey als Kandidat der FDP im Bundestagswahlkreis Berlin-Steglitz – Zehlendorf und auf Platz 4 der Landesliste der FDP Berlin. Dabei verpasste er den Einzug in den Deutschen Bundestag. Zur Bundestagswahl 2025 kandidierte er erneut im Wahlkreis Berlin-Steglitz – Zehlendorf und zudem auf Platz 3 der Landesliste der FDP, verpasste aber ein weiteres Mal das Mandat.